# Sarichioi
Sarichioi (ros. Сарикёй) – wieś w Rumunii, w okręgu Tulcza, w gminie Sarichioi. W 2011 roku liczyła 2775 mieszkańców.